# 愛德華七世灣

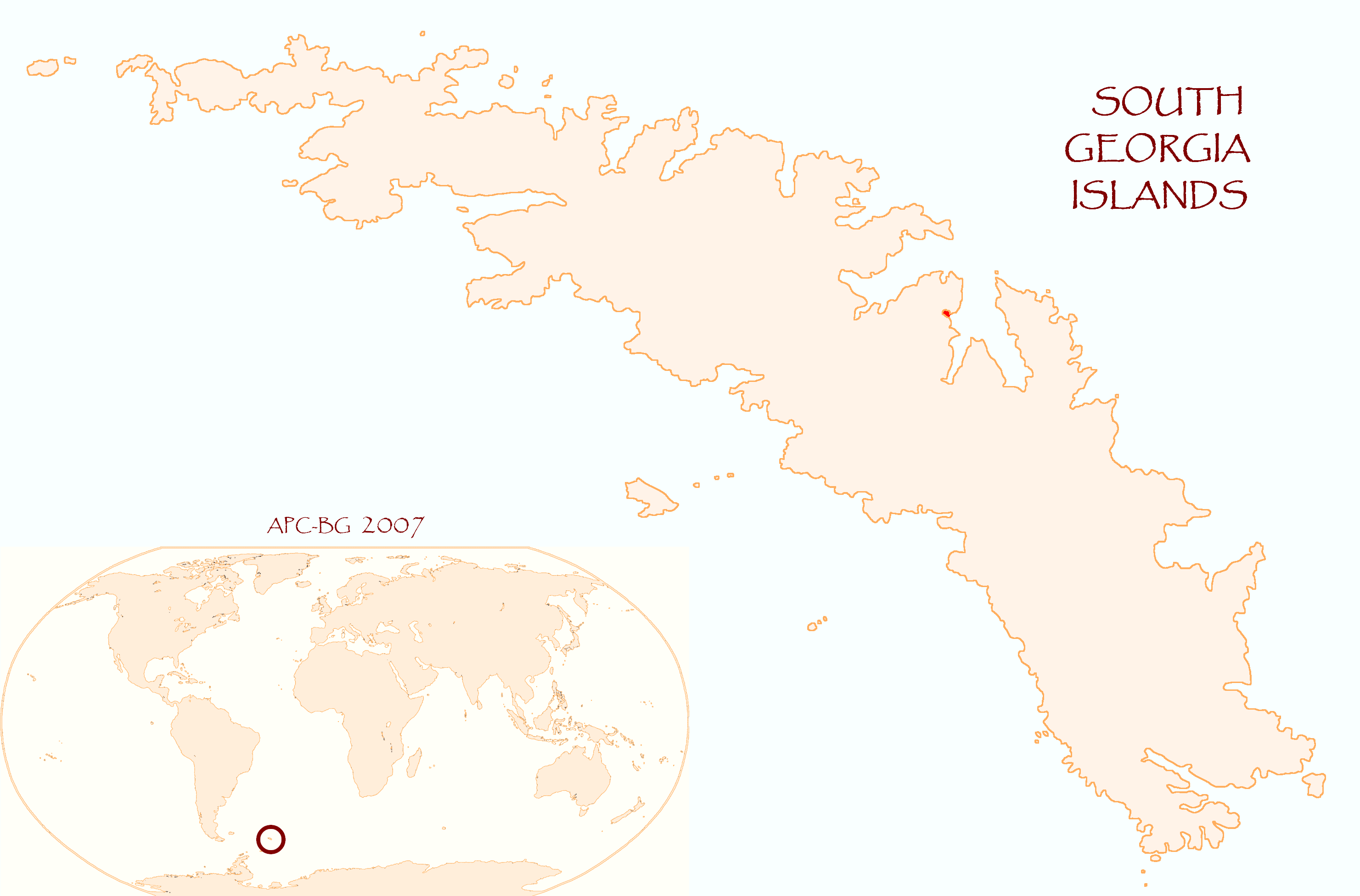
愛德華七世灣在南喬治亞島的位置

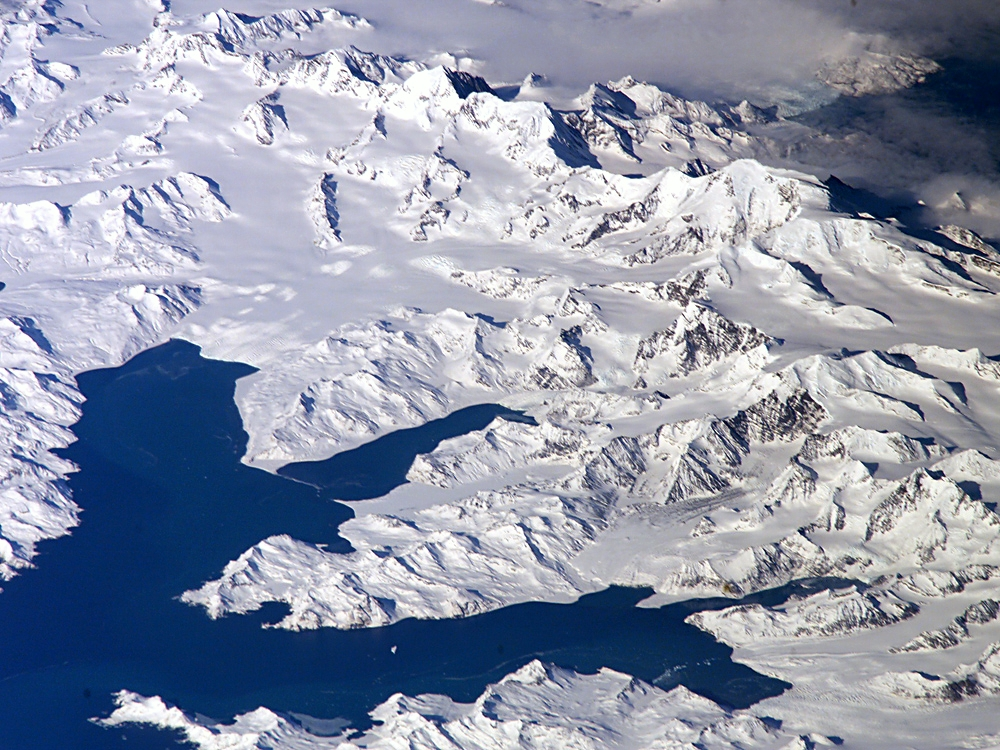

愛德華七世灣是南極洲的海灣，位於南喬治亞島的昆伯蘭東灣西部，處於杜塞山西南面，由瑞典探險家奧托·努登舍爾德率領的探險隊繪入地圖，以英國國王愛德華七世命名。
54°17′S 36°30′W / 54.283°S 36.500°W